# Level 9 Computing
Level 9 Computing (ibland enbart Level 9), brittisk datorspelsutvecklare verksam under åren 1981 till 1991. Verksamheten började som ett familjeföretag då bröderna Mike, Nick och Pete Austin började programmera spel för Nascom-datorn. Level 9s första kommersiella produkter var en blandning av arkadspel, som till exempel Missile defence, Bomber och Galaxy invaders samt flera nyttoprogram som Compression assembler och Extension Basic för Nascom-datorn.

## Bakgrund
Under början av 1980-talet hade Pete på sitt tidigare jobb sett Will Crowthers spel Adventure och tyckte det var så bra att han ville att Level 9 skulle göra en version av spelet för Nascom-datorn, och trots det begränsade minnet (16 Kb) så lyckades de göra spelet större än originalet. Företagets nästa titel blev Adventure Quest vilket var en direkt uppföljare på deras tidigare äventyrsspel. Detta var det första äventyrsspelet de skapade från grunden. Genom detta skapade de många nya textäventyr och genom ett kontrakt med Microdeal gick affärerna mycket bra; framåt julen 1983 var familjen tvungen att ta hjälp av så många vänner de kunde för att klara av att leverera så många spel som beställdes. Fram till nu hade Level 9 bara utvecklat spel för BBC Model B, Spectrum och Nascom, men nu beslöt de sig för att expandera och genom en ganska rättfram process att skriva äventyrsspel på den här tiden så gick det snabbt att konvertera deras Middle-earth trilogi till Commodore 64, Oric, Atari 400/800, Lynx och RML 380Z, vilket de gjorde under 1983. Senare gjordes även versioner för övriga 8-bitsdatorer.
1984 tog de ett nytt steg i sin spelutveckling, med spelet Return to Eden så lade de till grafik för varje plats spelaren besökte (gällde alla format med mer än 32 Kb i minne). För att kunna visa så mycket grafik som möjligt utvecklade de en teknik för att kunna klämma in bilder till en minnesåtgång som kunde vara så liten som 40 byte per bild. Detta klarade man genom att varje bild var uppbyggd av komponenter som sattes ihop av programmet för att visa önskad bild. Ökad försäljning under 1984 ledde till att de var tvungna att företa en omorganisation av företaget samt skaffa mer personal. Under de kommande två åren utvecklade de ytterligare fyra stycken grafiska textäventyr.
För att utveckla sina textäventyr använde de ett egenkonstruerat språk, a-code som 1985 genomgick sin tredje förbättring, vilket innebar en ordlista på 1000+ ord, en avancerad parser, bättre textkomprimering och multitasking (för att kunna ladda bilder medan spelaren skrev in kommandon). Första spelet skrivet i denna förbättrade a-kod var The Worm in Paradise.
1986 släpptes The price of Magik som blev Level 9:s sista spel för enbart 8-bitsdatorerna. De skrev kontrakt med Telecomsoft så att de kunde släppa sina titlar under Rainbird-märket. Detta avlastade familjen Austin avsevärt då de nu slapp ha hand om själva marknadsföringen, dessutom fick de en möjlighet att komma in på den potentiellt lukrativa USA-marknaden. Avtalet med Telecomsoft gav också Level 9 möjligheten att återsläppa sina äldre 8-bitsprodukter och släppa 16-bitsversioner av dessa. Först ut var Middle earth-trilogin (Colossal Adventure, Adventure Quest & Dungeon Adventure) som släpptes under namnet The Jewels of Darkness. För första gången skickade man också med en novell i spelförpackningen; det var Darkness Rising av Peter McBride.
Efter att de släppt Knight Orc (som var utvecklat med deras nya KAOS-system) 1987 sprack samarbetet med Telecomsoft och de var tvungna att stå på egna ben igen. Redan 1988 ingick de samarbete med Mandarin. När de släppte Gnome Ranger 2 meddelade de att deras nästa äventyr skulle bli det sista äventyrsspelet. Level 9 skyllde de sjunkande försäljningssiffrorna på piratkopiering, men antagligen var det snarare så att textäventyren hade haft sina glansdagar. För att kunna konkurrera med sådana spel som till exempel Sierra On-Lines King's Quest utvecklade de HUGE-systemet (wHoley Universal Graphic Environment), men det tog cirka två år innan Mirrorsoft genom sitt PSS-varumärke åtog sig att publicera det första HUGE-spelet (Champion of the Raj). Dock visade det sig att Champion of the Raj blev något av en flopp. Efter denna flopp lyckades de i alla fall få amerikanska Cinemaware intresserade av HUGE-systemet och Cinemaware beställde HUGE-versioner av sitt Amiga-spel It Came from the Desert till Atari ST och IBM PC. Level 9 lyckades slutföra båda beställningarna och arbetade på ett original HUGE-spel för samma företag då Cinemaware gick i konkurs. Konkursen var mycket olycklig för Level 9 då Cinemaware var skyldig dem en stor summa pengar. I samma veva arbetade de också för Ocean Software med ett HUGE-spel baserat på legenden om Billy the Kid. Trots att Ocean hade annonserat ut spelet i ett flertal tidningar beslöt de sig för att lägga ner utvecklingen, Level 9 hade efter Cinemawares konkurs varken tid eller pengar att ifrågasätta Oceans beslut vilket ledde till att Level 9 fick slå igen portarna.

## Utvecklade spel
- Colossal Adventure (1983)
- Adventure Quest (1983)
- Dungeon Adventure (1983)
- Snowball (1983)
- Lords of Time (1983)
- Return to Eden (1984)
- Emerald Isle (1985)
- Red Moon (1985)
- The Worm in Paradise (1985)
- The Secret Diary of Adrian Mole Aged 13¾ (för Mosaic Publishing) (1985)
- The Archers (för Mosaic Publishing) (1985)
- The Saga of Erik the Viking (för Mosaic Publishing) (1985)
- The Price of Magik (1986)
- Jewels of Darkness - trilogi (för Rainbird Software) (1986) (även känd som "the Middle-earth Trilogy")
  - Colossal Adventure
  - Adventure Quest
  - Dungeon Adventure
- Silicon Dreams - trilogi (för Rainbird Software) (1986)
  - Snowball
  - Return to Eden
  - The Worm in Paradise
- Knight Orc (för Rainbird Software) (1987)
- The Growing Pains of Adrian Mole (för Virgin Games) (1987)
- Gnome Ranger (1987)
- Time and Magik - trilogi (för Mandarin) (1988)
  - Lords of Time
  - Red Moon
  - The Price of Magik
- Lancelot (för Mandarin) (1988)
- Ingrid's Back: Gnome Ranger 2 (för Mandarin) (1988)
- Scapeghost (1989)
- The Legend of Billy The Kid (för Ocean Software, släpptes aldrig) (1990)
- Champion of the Raj (1991)
- It Came from the Desert (PC-portning för Cinemaware) (1991)